# Särki-Kämä
Särki-Kämä eller Särkikämä är en sjö i Finland. Den ligger i kommunen Rovaniemi i landskapet Lappland, i den norra delen av landet, 700 km norr om huvudstaden Helsingfors. Särki-Kämä ligger 193,2 meter över havet. Den är 6 meter djup. Arean är 2,83 kvadratkilometer och strandlinjen är 18,62 kilometer lång. Sjön  ingår i Simo älvs huvudavrinningsområde. 